# Консекрация
Консекра́ция (от лат. consecratio — букв. «посвящение») — обряд, посвящённый метафизическому олицетворению плоти и крови Иисуса в, соответственно, хлебе и вине на евхаристической части мессы, основанный на католической доктрине о пресуществлении («transubstantiatio») на Тайной вечере (ср. Мат. 26:28-28, Ин., 6:53 или 1 Кор., 11:27).
Термин «transubstantiatio» возник в Раннее Средневековье, когда находившиеся под влиянием аристотелизма схоласты пытались объяснить, каким образом хлеб и вино претворяются в плоть и кровь Христа, и был закреплён как догмат на Четвёртом Латеранском 1215 года и Тридентском соборах. В энциклике «Mysterium fidei» Папа Павел VI официально подчеркнул, что пресуществление не несёт простого семантического значения.
Некоторые христианские течения, в частности лютеранство, придерживаются концепции сопресуществления (консубстанциации), согласно которой и плоть и кровь Христа наравне с хлебом и вином олицетворяют причастие Тайной вечери. Англиканская Церковь использует понятие «реального присутствия» без особых оговорок.
Под словом «консекрация» в польской духовно-исторической литературе чаще всего подразумевается обряд освящения чего-либо — костёла, фундамента, алтаря, иконы, органа и пр.